# Tiriba-de-cauda-roxa
A tiriba-de-cauda-roxa (Pyrrhura egregia) é uma espécie de ave da família Psittacidae.
Pode ser encontrada nos seguintes países: Brasil, Guiana e Venezuela.
Os seus habitats naturais são: regiões subtropicais ou tropicais húmidas de alta altitude.